# Nadbiskupska palača (Napulj)
Nadbiskupska palača (tal. Palazzo Arcivescoville) je zgrada u Napulju, južna Italija. To je službena rezidencija napuljskog nadbiskupa. Zgrada se nalazi na trgu largo Donna Regina jedan blok sjeverno od Napuljske katedrale točno preko puta crkve Donna Regina Nuova. Zajedno, katedrala i Nadbiskupska palača čine golemi, povezani kompleks.
Izvorna građevina sagrađena je 1389. godine po želji kardinala nadbiskupa Enrica Capece Minutola na mjestu stare ranokršćanske bazilike. Zgrada koju danas vidimo, međutim, uvelike je rezultat rekonstrukcije i proširenja prostorija pod kardinalom nadbiskupom Ascaniom Filomarinom, dovršenih 1654. godine. Ta je rekonstrukcija najvjerojatnije djelo arhitekta Bonaventurija Prestija. Proširenje je uključivalo čišćenje područja neposredno ispred zgrade kako bi se stvorio mali otvoreni trg između Nadbiskupske palače i crkve Donna Regina Nuova. Građevina je izduženog oblika i obilježavaju je tri kamena portala.

## Vanjske poveznice
|  | Zajednički poslužitelj ima još gradiva o temi Nadbiskupska palača (Napulj) |

- Nadbiskupska palača i Ascanio Filomarino, Enciklopedija oko Napulja, Jeff Matthews, 2006.